# Confédération des syndicats d'employés (Norvège)
L'Yrkesorganisasjonenes Sentralforbund (YS - Confédération des syndicats d'employés) est une confédération syndicale norvégienne affiliée à la Confédération européenne des syndicats, à la Confédération syndicale internationale et au Conseil des syndicats nordiques.

## Présidents
1977: Egil Sandberg
1981: Eldri Langåker
1986: Gunnar Caspersen
1987: Jan Andersen-Gott
1993: Eva Bjøreng
1996: Randi Bjørgen
2006: Tore Eugen Kvalheim
2013: Jorunn Berland[réf. nécessaire]